# It Comes at Night
It Comes at Night är en amerikansk skräckfilm från 2017.
Filmen utspelar sig i en postapokalyptisk värld. Trots att en mycket smittsam sjukdom härjar runtom i världen lever en familj en förhållandevis trygg tillvaro i ett ödsligt hem. Sedan kommer en annan desperat familj som söker skydd.
Filmen fick överlag goda recensioner hos kritiker.

## Rollista (i urval)
- Joel Edgerton – Paul, make till Sarah
- Carmen Ejogo – Sarah, maka till Paul
- Christopher Abbott – Will, make till Kim
- Riley Keough – Kim, maka till Will